# Спасский, Владимир Александрович
Владимир Александрович Спасский (20 мая [1 июня] 1869, село Гринёвка, Курская губерния(?) — август 1943, пгт Тим, Курская область) — российский государственный, политический и церковный деятель. Депутат Государственной думы IV созыва от Курской губернии. Член черносотенного Союза русского народа. С 30 мая 1916 года — протоиерей Русской православной церкви.

## Биография
По предположению историка Андрея Иванова родился в селе Гриневке Щигровского уезда Курской губернии в семье священнослужителя.
Окончил Курскую духовную семинарию в 1892 году. После этого, согласно прошению, был определён на диаконское место к Знаменской церкви села Знаменского Старооскольского уезда. В 1893 Спасский был рукоположён в сан иерея. В разные времена был заведующим и законоучителем ЦПШ, делопроизводителем Курского епархиального училищного совета, представителем от духовенства в Тимском земском уездном собрании и Тимском городском собрании (думе). С 1901 года — священник Тимской Крестовоздвиженской соборной церкви, с 1912 года — окружной миссионер. Действительный член братства преподобного Феодосия. Неоднократно отмечался церковным начальством.
Выступил на стороне властей во время первой русской революции, активно поддерживал и был членом Союза русского народа. В 1912 году избран депутатом Государственной думы IV созыва, вошёл в состав фракции правых. В годы Первой мировой войны состоял членом думской комиссии по военным и морским делам. В 1914 году активно участвовал в учреждении и работе Всероссийского Филаретовского общества народного образования. За свою деятельность был награждён лично Николаем II золотым наперсным крестом. Во время думского раскола фракции правых, который произошёл в ноябре 1916 года, остался в группе сторонников Николая Маркова.
С мая 1916 года — протоиерей (возведён в сан в Исаакиевском соборе Петрограда). В мае 1917, по прослушании полного курса наук в Петроградской Духовной академии, окончил академию по первому разряду и был удостоен степени кандидата богословия. С октября 1919 являлся законоучителем Тимского реального училища и преподавателем истории и географии 2-й Тимской школы. 1 февраля 1920 Курским губернским отделом народного образования был уволен от преподавания «как носящий рясу». В целом в годы советского господства неоднократно подвергался репрессиям. Во время коллективизации была попытка ранее уже лишённого дома отца Владимира выселить за пределы Центрально-Чернозёмной области. Однако по результатам медицинской экспертизы он был признан не способным передвигаться на длительные расстояния, в результате чего остался на месте.
В конце 1919 году был поставлен настоятелем Крестовоздвиженского собора города Тима, в котором служил до его закрытия властями в 1939 году. Менее года служил в Знаменской кладбищенской церкви в Тиме, которая также была закрыта в этом же году. После этого ушёл на покой, однако по некоторым данным продолжал тайно совершать требы на домах жителей посёлка. Скончался в августе 1943 в Тиме, на тот момент посёлке городского типа. По известным данным умер через две недели после удара немецкого солдата прикладом в спину. Действительно был избит немецким конвоиром зимой 1942 года на принудительных работах, так как в силу возраста и скудного питания не мог выполнять тяжёлую работу. Тим освобождён 04.02.1943 года, поэтому дата смерти Спасского В.А. не соответствует вышеизложенной.
Похоронен на Тимском городском кладбище.

## Семья
Имел 13 детей, 4 из которых умерло во младенчестве. Внук, Борис Спасский — десятый чемпион мира по шахматам; внучка, Ираида Спасская — неоднократная чемпионка СССР по шашкам и серебряный призёр чемпионата мира по международным шашкам.